# Asejire-Stausee
Der Asejire-Stausee ist ein Stausee in dem nigerianischen Bundesstaat Osun.

## Geographie
Der ungefähr vier Kilometer breite und 13 Kilometer lange See wird durch die Flüsse Osun und Oba gespeist und durch einen Damm gestaut. Der Osun verlässt wieder den See. Wurde 1972 noch eine Fläche von 23,69 km² angegeben, so hat der See heute eine Fläche von 15,40 km².
Östlich des Sees befindet sich ungefähr sechs Kilometer entfernt die Stadt Ikire, die ungefähr 200.000 Einwohner hat. Nordwestlich in zwölf Kilometer Entfernung liegt Lapupon und 26 Kilometer westlich liegt die Großstadt Ibadan mit dreieinhalb Millionen Einwohnern.